# Karl Scheffler (Kunstkritiker)

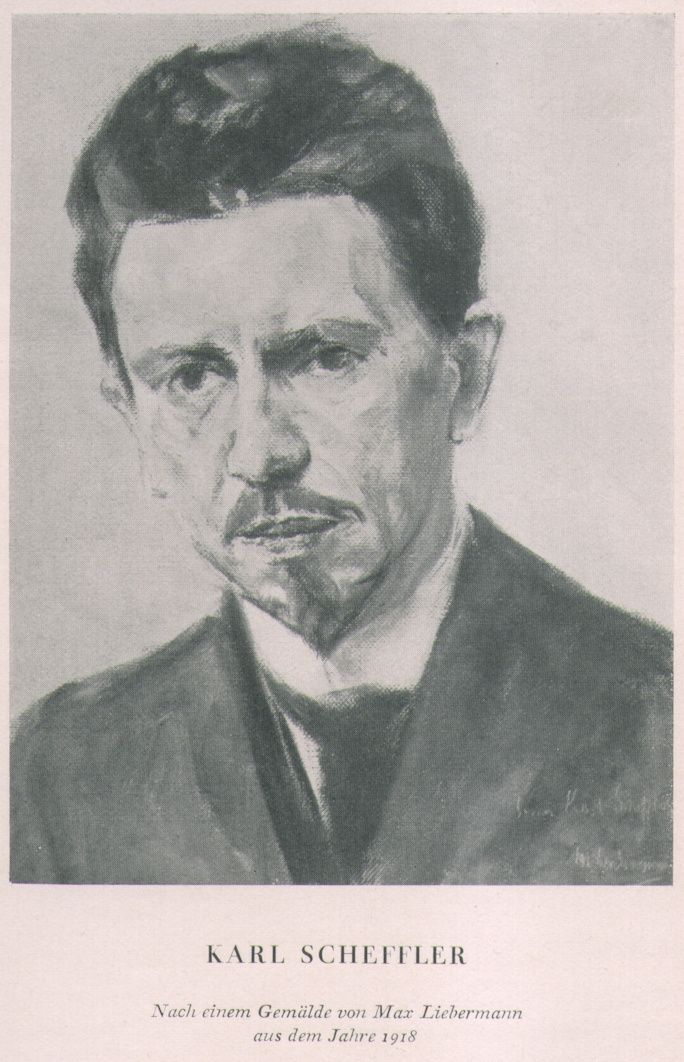
Karl Scheffler, gemalt von Max Liebermann, 1918

Karl Scheffler (* 27. Februar 1869 in Hamburg; † 25. Oktober 1951 in Überlingen) war ein deutscher Kunstkritiker und Publizist.

## Leben
Der Sohn des Malermeisters John Scheffler erlernte zunächst in Hamburg-Eppendorf im Betrieb seines Onkels Claus August Meyer das Malerhandwerk. Gemeinsam mit seiner späteren Frau Dora, geb. Bielefeld, zog er zu Beginn der 1890er Jahre nach Berlin und besuchte dort die Kunstgewerbeschule. Von 1895 bis 1906 arbeitete er zunächst als Dekorationsmaler, später als Ornamentzeichner in einer Tapetenfabrik. Autodidaktisch bildete er sich zur selben Zeit auf dem Gebiet der Kunstgeschichte fort und wandte sich bald neben dem Brotberuf der Kunstpublizistik zu. Erste Artikel erschienen Ende der 1890er Jahre in Hans Rosenhagens Zeitschrift Das Atelier sowie in Maximilian Hardens Zukunft. Ferner berichtete Scheffler seit 1897 über die Berliner Kunstszene in der renommierten Monatszeitschrift Dekorative Kunst, die Julius Meier-Graefe herausgab. Während er großes Interesse für die Vertreter der Kunstgewerbebewegung wie Henry van de Velde, Peter Behrens oder August Endell zeigte, stand er der Berliner Secession anfangs noch skeptisch gegenüber. Doch wurde Scheffler dann seit 1902/03 zu einem der leidenschaftlichsten Verteidiger des deutschen Impressionismus und seines Protagonisten Max Liebermann, über den er 1906 auch eine erfolgreiche Monographie vorlegte. Daneben wandte sich Scheffler immer wieder kritisch gegen die modernefeindliche wilhelminische Kunstpolitik und polemisierte gegen die historistisch geprägte akademische Kunst, die damals vor allem bei öffentlichen Bauaufgaben und im Denkmalwesen den Ton angab.
1906 veröffentlichte Scheffler mit dem Buch Der Deutsche und seine Kunst sein bis dahin kämpferischstes Plädoyer für den Impressionismus als maßgeblicher Richtung der modernen Kunst, mit dem er in mancherlei Hinsicht an Meier-Graefes kurz zuvor erschienene Streitschrift Der Fall Böcklin anknüpfte. Wenig später wurde er Chefredakteur der Monatszeitschrift Kunst und Künstler, die im Berliner Verlag von Bruno Cassirer erschien. Den publizistischen Einfluss, den Scheffler nunmehr gewann, nutzte er, um seine Anschauungen zu künstlerischen und kulturellen Zeitfragen immer wieder öffentlich zu untermauern. Sein engagiertes Auftreten trug in den Jahren vor dem Ersten Weltkrieg maßgeblich dazu bei, die damals in Deutschland noch umstrittene Kunstrichtung des Impressionismus beim Publikum durchzusetzen. Dabei wusste Scheffler um die polarisierende Wirkmacht der Kunstkritik, die er viele Jahre lang auch in der Position eines leitenden Redakteurs bei der viel gelesenen Vossischen Zeitung einzusetzen verstand.
Für die Kunst der Avantgarde brachte Scheffler in der folgenden Zeit wenig Verständnis auf und stand ihr in den Jahren nach dem Ersten Weltkrieg zunehmend kritisch gegenüber. Abstrakte Kunst in jedweder Form lehnte er kategorisch ab. Exemplarische Bedeutung besitzt in dieser Hinsicht die jahrelange publizistische Auseinandersetzung mit Ludwig Justi, dem Direktor der Nationalgalerie Berlin und Begründer der Neuen Abteilung im Kronprinzenpalais; dieser Streit wurde als Berliner Museumskrieg bekannt. Unter ebendiesem Titel veröffentlichte Scheffler 1921 auch eine separate Schrift, in der er Justi überaus polemisch angriff. Justi zahlte es Scheffler mit gleicher Münze in seiner Entgegnung Habemus papam! zurück, und beide nutzten in der Folge ihre jeweiligen Zeitschriften (Justi gab Museum der Gegenwart heraus) zur Propagierung ihrer Standpunkte.
Nach der Machtergreifung der Nationalsozialisten im Jahr 1933 wurde Schefflers Zeitschrift Kunst und Künstler eingestellt. Mit Beginn des Zweiten Weltkriegs zog Scheffler sich nach Überlingen am Bodensee zurück. Von dort aus hielt er zahlreiche Vorträge in der Schweiz, 1944 würdigte ihn die Universität Zürich durch die Verleihung des Doktorgrades honoris causa. 1948 verlieh ihm auch die Technische Hochschule Stuttgart die Ehrendoktorwürde.
Karl Scheffler zu Ehren gibt es in Hamburg eine Straße namens Schefflerweg. Er wurde auf dem Friedhof in Überlingen neben seiner Frau Dody Scheffler (1873–1946) bestattet.

## Rezeption
Während Scheffler als Publizist zur Zeit des Kaiserreichs maßgeblichen Einfluss auf das Kunstgeschehen hatte und als einer der wichtigsten Befürworter der künstlerischen Moderne in Deutschland gelten darf, sind viele nachfolgende kunstkritische Schriften – auch wegen ihres dezidiert nicht-wissenschaftlichen Charakters – ohne langfristige Wirkung geblieben. Dazu trug auch bei, dass Scheffler sich in den 1920er Jahren zuweilen äußerst ablehnend gegenüber der aktuellen Kunst der Avantgarde zeigte. Allerdings darf nicht übersehen werden, dass seine Arbeit ein erheblich weiteres Feld absteckte: So verzeichneten seine Essaybände, Reiseberichte und autobiographischen Schriften, von denen die meisten im Leipziger Insel Verlag und im S. Fischer Verlag erschienen, stets eine breite Leserschaft. Auch in der Zeit nach dem Zweiten Weltkrieg gelangte er noch einmal zu kurzer Popularität, bevor er 1951 starb.
Schefflers Schriften werden im Zusammenhang mit der Geschichte der Berliner Sezession bis heute häufig zitiert. Daneben gilt er als scharfsinniger und kritischer Beobachter der modernen Großstadtentwicklung (z. B. Die Architektur der Großstadt, 1913). Das wichtigste und bis heute ungebrochen rezipierte Werk ist in diesem Zusammenhang seine Polemik Berlin – ein Stadtschicksal aus dem Jahr 1910. In dem Buch rechnet Scheffler nicht nur mit dem Wilhelminismus ab, sondern interpretiert Berlin als traditions- und stilloses Stadtgebilde, dessen Charakteristik von einem grundlegenden Mangel an organisch gewachsener Struktur bestimmt wird. Das Buch gipfelt in der berühmt gewordenen Schlusssentenz: „Berlin aber will Liebe auch gar nicht von seinen Bewohnern. Ist der Geist der Stadt nicht im tiefsten national, so ist er doch auch nicht sentimental. Wie mit einem Witzwort der Selbstironie hilft sich dieses hart determinierte Stadtindividuum über die verborgene Tragik seines Daseins hinweg (…) über die Tragik eines Schicksals, das (…) Berlin dazu verdammt: immerfort zu werden und niemals zu sein.“ (S. 266f.) Unter dem Titel Berlin – Wandlungen einer Stadt legte Scheffler 1931 noch einmal eine grundlegend neubearbeitete Fassung des Buches vor, mit der er auch die jüngsten Entwicklungen des „Neuen Berlin“ berücksichtigte.
Bezugnehmend auf das berühmte Zitat, bedauerte Harry Nutt 2005 in der Frankfurter Rundschau, dass das immense Gesamtwerk Karl Schefflers häufig auf einen einzelnen Satz reduziert werde. An sein kritisches und kämpferisches Ethos als Schriftsteller habe nach dem Zweiten Weltkrieg kaum jemand mehr angeknüpft. 2015 erschien im Suhrkamp-Verlag eine Neuausgabe von Schefflers Berlin-Buch mit einem Vorwort von Florian Illies.

## Buchpublikationen (Auswahl)
- Der Deutsche und seine Kunst. Eine notgedrungene Streitschrift (1906)
- Max Liebermann (1906)
- Moderne Baukunst (1907)
- Die Frau und die Kunst (1908)
- Paris (1908, 2. Aufl. 1925)
- Idealisten (1909, online)
- Berlin. Ein Stadtschicksal (1910). Neuausgabe bei Suhrkamp, 2015
- Kritischer Führer durch die deutsche Nationalgalerie (1911)
- Die Nationalgalerie zu Berlin. Verlag von Bruno Cassirer, Berlin 1912. Digitalisiert durch die Zentral- und Landesbibliothek Berlin 2024. URN: urn:nbn:de:kobv:109-1-15491783.
- Henry van de Velde (1913)
- Italien. Tagebuch einer Reise (1913)
- Die Architektur der Großstadt (1913)
- Der Geist der Gotik (1917)
- Die Zukunft der deutschen Kunst (1918)
- Sittliche Diktatur. Ein Aufruf an alle Deutschen. Stuttgart/Berlin 1920.
- Berliner Museumskrieg (1921)
- Deutsche Maler und Zeichner im neunzehnten Jahrhundert. Insel-Verlag, Leipzig (1923)
- Der Junge Tobias (1927, Lebenserinnerungen mit autobiographischen Charakter in dritter Person erzählt)
- Berlin. Wandlungen einer Stadt (1931)
- Die impressionistische Buchillustration in Deutschland (1931)
- Adolph Menzel. Paul List Verlag, Leipzig (1938)
- Deutsche Baumeister (1935)
- Lebensbild des Talents (1942)
- Die fetten und die mageren Jahre (1946), Autobiographie. Neuausgabe bei Nimbus, Wädenswil (CH) 2011, ISBN 978-3-907142-58-5
- Verwandlungen des Barocks in der Kunst des neunzehnten Jahrhunderts (1947)

## Aufsatzsammlungen
- Karl Scheffler: Stilmeierei oder neue Baukunst. Ein Panorama Berliner Architektur. Hrsg. von Andreas Zeising, Transit-Verlag, Berlin 2010.
- Karl Scheffler: Essays – Gedanken über das Zweckfreie. Hörbuch-CD. Verlag Verena Franke, Schorndorf 2009.

## Briefe
- Briefe einer Freundschaft, Karl Scheffler-Gerhard Gollwitzer (1933–1951). Hrsg. von Ernst Braun, Privatdruck, München 2002.
- Briefwechsel: Gerhard Marcks und Karl Scheffler. In: Sinn und Form. Heft 4/2007, S. 534–556.
- Künstler und Kritiker. Hans Purrmann und Karl Scheffler in Briefen 1920–1951. Hrsg. von Felix Billeter, Julie Kennedy und Anke Matelowski, Berlin/München: Deutscher Kunstverlag, 2021, ISBN 978-3-422-98428-8.